# Петухи (Зав'яловський район)
Петухи́ (Атасгурт, рос. Петухи, удм. Атасгурт) — присілок в Зав'яловському районі Удмуртії, Росія.
Знаходиться біля автошляху Іжевськ-Гольяни-Сарапул, на обох берегах невеликої правої притоки річки Руська Казмаска.

## Населення
Населення — 84 особи (2010; 79 в 2002).
Національний склад станом на 2002 рік:
- росіяни — 77 %

## Історія
Присілок було засноване росіянами із присілка Забігалово на початку XIX століття. Тоді тут було 2 віялки, водяний млин.

## Урбаноніми[4]
- вулиці — Зарічна, Лучна, Шкільна